# In for the Kill (Budgie)
In for the Kill è il quarto album in studio del gruppo rock britannico Budgie, pubblicato nel 1974.

## Tracce
Side 1
1. In for the Kill – 6:32
2. Crash Course in Brain Surgery – 2:39
3. Wondering What Everyone Knows – 2:56
4. Zoom Club – 9:56

Side 2
1. Hammer and Tongs – 6:58
2. Running from My Soul – 3:39
3. Living on Your Own – 8:54

## Formazione
- Burke Shelley - basso, voce
- Tony Bourge - chitarra
- Pete Boot - batteria